# Тојпиц
Тојпиц (њем. Teupitz) град је у њемачкој савезној држави Бранденбург. Једно је од 37 општинских средишта округа Даме-Шпревалд. Према процјени из 2010. у граду је живјело 1.870 становника. Посједује регионалну шифру (AGS) 12061492.

## Географски и демографски подаци
Тојпиц се налази у савезној држави Бранденбург у округу Даме-Шпревалд. Град се налази на надморској висини од 36 метара. Површина општине износи 48,0 km². У самом граду је, према процјени из 2010. године, живјело 1.870 становника. Просјечна густина становништва износи 39 становника/km².